# Saison 2021-2022 du Heat de Miami
La saison 2021-2022 du Heat de Miami est la 34e saison de la franchise au sein de la National Basketball Association (NBA).
Le 20 août 2021, la ligue annonce que la saison régulière démarre le 19 octobre 2021, avec un format typique de 82 matchs.
Durant l'intersaison, le Heat enregistre l'arrivée de Kyle Lowry des Raptors de Toronto au sein d'un échange contre Goran Dragić et Precious Achiuwa. C’est la première saison où la franchise joue ses matchs à domicile dans la nouvelle salle renommée, FTX Arena.
Au cours de la saison régulière, Jimmy Butler et Erik Spoelstra son sélectionnés pour participer au NBA All-Star Game,. Le 18 mars, lors d'une victoire contre le Thunder d'Oklahoma City, la Heat remporte le titre de leur division. Le 7 avril, pour la quatrième fois seulement de son histoire, la franchise obtient la première place de la Conférence Est et finit avec un bilan de 53-29. Au terme de la saison régulière, Tyler Herro est nommé NBA Sixth Man of the Year, pour sa contribution en sortie de banc.
La Heat affronte aux premier tour des playoffs, les Hawks d'Atlanta, qu'il élimine en cinq matchs, puis il défait les 76ers de Philadelphie en demi-finale de conférence au terme de six matchs. L'équipe affronte les Celtics de Boston en finale de conférence où elle s'incline à domicile dans une série en sept matchs.

## Draft
- Aucun choix de draft cette saison.

## Matchs

### Summer League
| Summer League Total: 4-3 |

| Match | Date match | Équipe       | Score   | Meilleur marqueur   | Meilleur rebondeur  | Meilleur passeur | Lieux Spectateurs | Série |
| ----- | ---------- | ------------ | ------- | ------------------- | ------------------- | ---------------- | ----------------- | ----- |
| 1     | 3 août     | L.A. Lakers  | V 80-78 | Ömer Yurtseven (27) | Ömer Yurtseven (19) | Tyson Carter (5) | Golden 1 Center 0 | 1 - 0 |
| 2     | 4 août     | Golden State | V 94-87 | Max Strus (27)      | Marcus Garrett (10) | Dru Smith (6)    | Golden 1 Center 0 | 2 - 0 |

| Match | Date match | Équipe  | Score         | Meilleur marqueur   | Meilleur rebondeur   | Meilleur passeur   | Lieux                | Série |
| ----- | ---------- | ------- | ------------- | ------------------- | -------------------- | ------------------ | -------------------- | ----- |
| 1     | 8 août     | Denver  | V 97-77       | RJ Nembhard (18)    | KZ Okpala (11)       | DeJon Jarreau (4)  | Cox Pavilion         | 1 - 0 |
| 2     | 11 août    | Memphis | V 97-94 (2OT) | Max Strus (32)      | Ömer Yurtseven (11)  | DeJon Jarreau (10) | Cox Pavilion         | 2 - 0 |
| 3     | 13 août    | Utah    | D 65-84       | Ömer Yurtseven (16) | Ömer Yurtseven (11)  | DeJon Jarreau (4)  | Cox Pavilion         | 2 - 1 |
| 4     | 14 août    | Atlanta | D 90-94       | Max Strus (24)      | Jarreau, McCoy (8)   | DeJon Jarreau (9)  | Thomas & Mack Center | 2 - 2 |
| 5     | 17 août    | Dallas  | D 82-83       | KZ Okpala (16)      | Jarreau, Potter (10) | Tyson Carter (5)   | Thomas & Mack Center | 2 - 3 |

### Pré-saison
| Pré-saison Total: 5-1 (Domicile : 3-0; Extérieur : 2-1) |

| Match | Date match | Équipe        | Score     | Meilleur marqueur  | Meilleur rebondeur | Meilleur passeur   | Lieux Spectateurs       | Série |
| ----- | ---------- | ------------- | --------- | ------------------ | ------------------ | ------------------ | ----------------------- | ----- |
| 1     | 4 octobre  | Atlanta       | V 125-99  | Tyler Herro (26)   | Ömer Yurtseven (8) | Lowry, Vincent (7) | FTX Arena 19 600        | 1 - 0 |
| 2     | 7 octobre  | @ Houston     | V 113-106 | Tyler Herro (24)   | Tyler Herro (9)    | Kyle Lowry (10)    | Toyota Center 10 491    | 2 - 0 |
| 3     | 8 octobre  | @ San Antonio | V 109-105 | Max Strus (28)     | Micah Potter (17)  | Javonte Smart (5)  | AT&T Center 15 160      | 3 - 0 |
| 4     | 11 octobre | Charlotte     | V 104-103 | Bam Adebayo (18)   | Ömer Yurtseven (8) | Garrett, Lowry (5) | FTX Arena 19 600        | 4 - 0 |
| 5     | 14 octobre | @ Atlanta     | D 92-127  | Javonte Smart (20) | Micah Potter (16)  | Gabe Vincent (10)  | State Farm Arena 12 527 | 4 - 1 |
| 6     | 15 octobre | Boston        | V 121-100 | Tyler Herro (29)   | Bam Adebayo (7)    | Butler, Herro (4)  | FTX Arena 19 600        | 5 - 1 |

### Saison régulière
| Saison régulière Total: 53-29 (Domicile : 29-12; Extérieur : 24-17) |

| Match | Date match | Équipe     | Score         | Meilleur marqueur | Meilleur rebondeur | Meilleur passeur  | Lieux Spectateurs            | Série |
| ----- | ---------- | ---------- | ------------- | ----------------- | ------------------ | ----------------- | ---------------------------- | ----- |
| 1     | 21 octobre | Milwaukee  | V 137-95      | Tyler Herro (27)  | Bam Adebayo (13)   | Butler, Lowry (6) | FTX Arena 19 600             | 1 - 0 |
| 2     | 23 octobre | @ Indiana  | D 91-102 (OT) | Tyler Herro (30)  | Bam Adebayo (16)   | Jimmy Butler (6)  | Gainbridge Fieldhouse 17 147 | 1 - 1 |
| 3     | 25 octobre | Orlando    | V 107-90      | Jimmy Butler (36) | Bam Adebayo (13)   | Tyler Herro (9)   | FTX Arena 19 600             | 2 - 1 |
| 4     | 27 octobre | @ Brooklyn | V 106-93      | Bam Adebayo (24)  | Jimmy Butler (14)  | Kyle Lowry (9)    | Barclays Center 17 732       | 3 - 1 |
| 5     | 29 octobre | Charlotte  | V 114-99      | Jimmy Butler (32) | Bam Adebayo (19)   | Tyler Herro (6)   | FTX Arena 19 600             | 4 - 1 |
| 6     | 30 octobre | @ Memphis  | V 129-103     | Jimmy Butler (27) | Dewayne Dedmon (9) | Kyle Lowry (8)    | FedExForum 15 989            | 5 - 1 |

| Match | Date match  | Équipe              | Score          | Meilleur marqueur | Meilleur rebondeur  | Meilleur passeur   | Lieux Spectateurs               | Série  |
| ----- | ----------- | ------------------- | -------------- | ----------------- | ------------------- | ------------------ | ------------------------------- | ------ |
| 7     | 2 novembre  | @ Dallas            | V 125-110      | Tyler Herro (25)  | Bam Adebayo (13)    | Kyle Lowry (9)     | American Airlines Center 19 255 | 6 - 1  |
| 8     | 4 novembre  | Boston              | D 78-95        | Jimmy Butler (20) | Quatre joueurs (7)  | Kyle Lowry (5)     | FTX Arena 19 600                | 6 - 2  |
| 9     | 6 novembre  | Utah                | V 118-115      | Tyler Herro (29)  | Kyle Lowry (12)     | Kyle Lowry (10)    | FTX Arena 19 600                | 7 - 2  |
| 10    | 8 novembre  | @ Denver            | D 96-113       | Jimmy Butler (31) | Bam Adebayo (10)    | Jimmy Butler (8)   | Ball Arena 15 577               | 7 - 3  |
| 11    | 10 novembre | @ L.A. Lakers       | D 117-120 (OT) | Bam Adebayo (28)  | P. J. Tucker (13)   | Kyle Lowry (11)    | Staples Center 18 997           | 7 - 4  |
| 12    | 11 novembre | @ L.A. Clippers     | D 109-112      | Bam Adebayo (30)  | Bam Adebayo (11)    | Gabe Vincent (6)   | Staples Center 16 150           | 7 - 5  |
| 13    | 13 novembre | @ Utah              | V 111-105      | Tyler Herro (27)  | P. J. Tucker (11)   | Bam Adebayo (7)    | Vivint Smart Home Arena 18 306  | 8 - 5  |
| 14    | 15 novembre | @ Oklahoma City     | V 103-90       | Tyler Herro (26)  | Trois joueurs (7)   | Kyle Lowry (11)    | Paycom Center 12 330            | 9 - 5  |
| 15    | 17 novembre | La Nouvelle-Orléans | V 113-98       | Jimmy Butler (31) | Jimmy Butler (10)   | Jimmy Butler (10)  | FTX Arena 19 600                | 10 - 5 |
| 16    | 18 novembre | Washington          | V 112-97       | Jimmy Butler (32) | Bam Adebayo (9)     | Kyle Lowry (12)    | FTX Arena 19 600                | 11 - 5 |
| 17    | 20 novembre | @ Washington        | D 100-103      | Jimmy Butler (29) | Bam Adebayo (6)     | Kyle Lowry (7)     | Capital One Arena 20 476        | 11 - 6 |
| 18    | 23 novembre | @ Détroit           | V 100-92       | Tyler Herro (31)  | Adebayo, Butler (9) | Kyle Lowry (8)     | Little Caesars Arena 13 123     | 12 - 6 |
| 19    | 24 novembre | @ Minnesota         | D 101-113      | Bam Adebayo (18)  | Jimmy Butler (8)    | Butler, Lowry (5)  | Target Center 17 136            | 12 - 7 |
| 20    | 27 novembre | @ Chicago           | V 107-104      | Gabe Vincent (20) | Bam Adebayo (7)     | Adebayo, Lowry (6) | United Center 21 110            | 13 - 7 |
| 21    | 29 novembre | Denver              | D 111-120      | Bam Adebayo (24)  | Bam Adebayo (13)    | Kyle Lowry (14)    | FTX Arena 19 600                | 13 - 8 |

| Match | Date match   | Équipe         | Score     | Meilleur marqueur    | Meilleur rebondeur  | Meilleur passeur   | Lieux Spectateurs                 | Série   |
| ----- | ------------ | -------------- | --------- | -------------------- | ------------------- | ------------------ | --------------------------------- | ------- |
| 22    | 1er décembre | Cleveland      | D 85-111  | Tyler Herro (21)     | Dewayne Dedmon (13) | Tyler Herro (6)    | FTX Arena 19 600                  | 13 - 9  |
| 23    | 3 décembre   | @ Indiana      | V 113-104 | Kyle Lowry (26)      | Dedmon, Tucker (6)  | Kyle Lowry (9)     | Gainbridge Fieldhouse 13 854      | 14 - 9  |
| 24    | 4 décembre   | @ Milwaukee    | D 102-124 | Max Strus (25)       | Dewayne Dedmon (13) | Kyle Lowry (7)     | Fiserv Forum 17 341               | 14 - 10 |
| 25    | 6 décembre   | Memphis        | D 90-105  | Tyler Herro (24)     | Dewayne Dedmon (6)  | Kyle Lowry (8)     | FTX Arena 19 600                  | 14 - 11 |
| 26    | 8 décembre   | Milwaukee      | V 113-104 | Caleb Martin (28)    | KZ Okpala (9)       | Kyle Lowry (13)    | FTX Arena 19 600                  | 15 - 11 |
| 27    | 11 décembre  | Chicago        | V 118-92  | Duncan Robinson (26) | Dewayne Dedmon (12) | Kyle Lowry (14)    | FTX Arena 19 731                  | 16 - 11 |
| 28    | 13 décembre  | @ Cleveland    | D 94-105  | P. J. Tucker (23)    | P. J. Tucker (9)    | Lowry, Tucker (5)  | Rocket Mortgage FieldHouse 17 401 | 16 - 12 |
| 29    | 15 décembre  | @ Philadelphie | V 101-96  | Gabe Vincent (26)    | Dewayne Dedmon (14) | Dedmon, Lowry (5)  | Wells Fargo Center 20 389         | 17 - 12 |
| 30    | 17 décembre  | @ Orlando      | V 115-105 | Max Strus (32)       | Ömer Yurtseven (12) | Kyle Lowry (15)    | Amway Center 14 103               | 18 - 12 |
| 31    | 19 décembre  | @ Détroit      | D 90-100  | Max Strus (24)       | Ömer Yurtseven (12) | Kyle Lowry (10)    | Little Caesars Arena 15 188       | 18 - 13 |
| 32    | 21 décembre  | Indiana        | V 125-96  | Herro, Robinson (26) | Ömer Yurtseven (13) | Kyle Lowry (12)    | FTX Arena 19 600                  | 19 - 13 |
| 33    | 23 décembre  | Détroit        | V 115-112 | Tyler Herro (29)     | Ömer Yurtseven (12) | Gabe Vincent (7)   | FTX Arena 19 600                  | 20 - 13 |
| 34    | 26 décembre  | Orlando        | V 93-83   | Butler, Martin (17)  | Ömer Yurtseven (15) | Herro, Vincent (8) | FTX Arena 19 600                  | 21 - 13 |
| 35    | 28 décembre  | Washington     | V 119-112 | Tyler Herro (32)     | Ömer Yurtseven (14) | Jimmy Butler (15)  | FTX Arena 19 600                  | 22 - 13 |
| -     | 29 décembre  | @ San Antonio  | Reporté   | Reporté              | Reporté             | Reporté            | AT&T Center                       | -       |
| 36    | 31 décembre  | @ Houston      | V 120-110 | Jimmy Butler (37)    | Ömer Yurtseven (13) | Tyler Herro (9)    | Toyota Center 16 197              | 23 - 13 |

| Match | Date match | Équipe         | Score           | Meilleur marqueur     | Meilleur rebondeur     | Meilleur passeur  | Lieux Spectateurs       | Série   |
| ----- | ---------- | -------------- | --------------- | --------------------- | ---------------------- | ----------------- | ----------------------- | ------- |
| 37    | 2 janvier  | @ Sacramento   | D 113-115       | Herro, Yurtseven (22) | Ömer Yurtseven (16)    | Kyle Lowry (12)   | Golden 1 Center 13 699  | 23 - 14 |
| 38    | 3 janvier  | @ Golden State | D 108-115       | Jimmy Butler (22)     | Ömer Yurtseven (17)    | Kyle Lowry (11)   | Chase Center 18 064     | 23 - 15 |
| 39    | 5 janvier  | @ Portland     | V 115-109       | Max Strus (25)        | Ömer Yurtseven (16)    | Kyle Lowry (9)    | Moda Center 15 773      | 24 - 15 |
| 40    | 8 janvier  | @ Phoenix      | V 123-100       | Tyler Herro (33)      | Ömer Yurtseven (16)    | Kyle Lowry (13)   | Footprint Center 17 071 | 25 - 15 |
| 41    | 12 janvier | @ Atlanta      | V 115-91        | Tyler Herro (21)      | Martin, Yurtseven (10) | Tyler Herro (11)  | State Farm Arena 15 355 | 26 - 15 |
| 42    | 14 janvier | Atlanta        | V 124-118       | Tyler Herro (24)      | Ömer Yurtseven (11)    | Jimmy Butler (10) | FTX Arena 19 600        | 27 - 15 |
| 43    | 15 janvier | Philadelphie   | D 98-109        | Ömer Yurtseven (22)   | Ömer Yurtseven (11)    | Jimmy Butler (9)  | FTX Arena 19 600        | 27 - 16 |
| 44    | 17 janvier | Toronto        | V 104-99        | Tyler Herro (23)      | Jimmy Butler (10)      | Jimmy Butler (10) | FTX Arena 19 600        | 28 - 16 |
| 45    | 19 janvier | Portland       | V 104-92        | Caleb Martin (26)     | Bam Adebayo (11)       | Gabe Vincent (7)  | FTX Arena 19 600        | 29 - 16 |
| 46    | 21 janvier | @ Atlanta      | D 108-110       | Bam Adebayo (21)      | Jimmy Butler (8)       | Gabe Vincent (9)  | State Farm Arena 16 385 | 29 - 17 |
| 47    | 23 janvier | L.A. Lakers    | V 113-107       | Duncan Robinson (25)  | Jimmy Butler (10)      | Jimmy Butler (12) | FTX Arena 19 973        | 30 - 17 |
| 48    | 26 janvier | New York       | V 110-96        | Duncan Robinson (25)  | Bam Adebayo (8)        | Bam Adebayo (11)  | FTX Arena 19 600        | 31 - 17 |
| 49    | 28 janvier | L.A. Clippers  | V 121-114       | Jimmy Butler (26)     | Bam Adebayo (12)       | Jimmy Butler (9)  | FTX Arena 19 600        | 32 - 17 |
| 50    | 29 janvier | Toronto        | D 120-124 (3OT) | Jimmy Butler (37)     | Bam Adebayo (16)       | Jimmy Butler (10) | FTX Arena 19 600        | 32 - 18 |
| 51    | 31 janvier | @ Boston       | D 92-122        | Max Strus (27)        | Chris Silva (9)        | Gabe Vincent (9)  | TD Garden 19 156        | 32 - 19 |

| Match                  | Date match  | Équipe                | Score           | Meilleur marqueur    | Meilleur rebondeur  | Meilleur passeur   | Lieux Spectateurs            | Série   |
| ---------------------- | ----------- | --------------------- | --------------- | -------------------- | ------------------- | ------------------ | ---------------------------- | ------- |
| 52                     | 1er février | @ Toronto             | D 106-110       | Bam Adebayo (32)     | Bam Adebayo (11)    | Jimmy Butler (12)  | Scotiabank Arena 0           | 32 - 20 |
| 53                     | 3 février   | @ San Antonio         | V 112-95        | Tyler Herro (24)     | Bam Adebayo (11)    | Tyler Herro (5)    | AT&T Center 14 971           | 33 - 20 |
| 54                     | 5 février   | @ Charlotte           | V 104-86        | Jimmy Butler (27)    | Bam Adebayo (12)    | Kyle Lowry (6)     | Spectrum Center 19 420       | 34 - 20 |
| 55                     | 7 février   | @ Washington          | V 121-100       | Bam Adebayo (21)     | Adebayo, Tucker (7) | Gabe Vincent (8)   | Capital One Arena 14 222     | 35 - 20 |
| 56                     | 10 février  | @ La Nouvelle-Orléans | V 112-97        | Adebayo, Butler (29) | Kyle Lowry (11)     | Kyle Lowry (11)    | Smoothie King Center 16 672  | 36 - 20 |
| 57                     | 12 février  | Brooklyn              | V 115-111       | Bam Adebayo (19)     | Bam Adebayo (14)    | Kyle Lowry (6)     | FTX Arena 19 600             | 37 - 20 |
| 58                     | 15 février  | Dallas                | D 99-107        | Jimmy Butler (29)    | Bam Adebayo (12)    | Gabe Vincent (5)   | FTX Arena 19 600             | 37 - 21 |
| 59                     | 17 février  | @ Charlotte           | V 111-107 (2OT) | Kyle Lowry (25)      | Bam Adebayo (13)    | Jimmy Butler (8)   | Spectrum Center 17 029       | 38 - 21 |
| NBA All-Star Game 2022 |             |                       |                 |                      |                     |                    |                              |         |
| 60                     | 25 février  | @ New York            | V 115-100       | Tyler Herro (25)     | Bam Adebayo (16)    | Trois joueurs (4)  | Madison Square Garden 19 812 | 39 - 21 |
| 61                     | 26 février  | San Antonio           | V 133-129       | Bam Adebayo (36)     | Trois joueurs (7)   | Kyle Lowry (10)    | FTX Arena 19 677             | 40 - 21 |
| 62                     | 28 février  | Chicago               | V 112-99        | Gabe Vincent (20)    | Adebayo, Butler (7) | Adebayo, Herro (5) | FTX Arena 19 683             | 41 - 21 |

| Match | Date match | Équipe         | Score     | Meilleur marqueur    | Meilleur rebondeur  | Meilleur passeur   | Lieux Spectateurs         | Série   |
| ----- | ---------- | -------------- | --------- | -------------------- | ------------------- | ------------------ | ------------------------- | ------- |
| 63    | 2 mars     | @ Milwaukee    | D 119-120 | Tyler Herro (30)     | Bam Adebayo (12)    | Gabe Vincent (6)   | Fiserv Forum 17 341       | 41 - 22 |
| 64    | 3 mars     | @ Brooklyn     | V 113-107 | Bam Adebayo (30)     | Bam Adebayo (11)    | Tyler Herro (8)    | Barclays Center 17 732    | 42 - 22 |
| 65    | 5 mars     | Philadelphie   | V 99-82   | Butler, Herro (21)   | Bam Adebayo (10)    | Jimmy Butler (5)   | FTX Arena 19 704          | 43 - 22 |
| 66    | 7 mars     | Houston        | V 123-106 | Tyler Herro (31)     | P. J. Tucker (12)   | Kyle Lowry (5)     | FTX Arena 19 600          | 44 - 22 |
| 67    | 9 mars     | Phoenix        | D 90-111  | Duncan Robinson (22) | Adebayo, Tucker (6) | Kyle Lowry (10)    | FTX Arena 19 600          | 44 - 23 |
| 68    | 11 mars    | Cleveland      | V 117-105 | Bam Adebayo (30)     | Bam Adebayo (17)    | Kyle Lowry (10)    | FTX Arena 19 600          | 45 - 23 |
| 69    | 12 mars    | Minnesota      | D 104-113 | Tyler Herro (30)     | Bam Adebayo (12)    | Kyle Lowry (7)     | FTX Arena 19 600          | 45 - 24 |
| 70    | 15 mars    | Détroit        | V 105-98  | Tyler Herro (29)     | Bam Adebayo (8)     | Herro, Lowry (4)   | FTX Arena 19 600          | 46 - 24 |
| 71    | 18 mars    | Oklahoma City  | V 120-108 | Tyler Herro (26)     | Bam Adebayo (9)     | Trois joueurs (4)  | FTX Arena 19 600          | 47 - 24 |
| 72    | 21 mars    | @ Philadelphie | D 106-113 | Jimmy Butler (27)    | Bam Adebayo (9)     | Butler, Lowry (6)  | Wells Fargo Center 21 386 | 47 - 25 |
| 73    | 23 mars    | Golden State   | D 104-118 | Kyle Lowry (26)      | Adebayo, Tucker (9) | Kyle Lowry (9)     | FTX Arena 19 600          | 47 - 26 |
| 74    | 25 mars    | New York       | D 103-111 | Jimmy Butler (30)    | Bam Adebayo (9)     | Jimmy Butler (7)   | FTX Arena 19 600          | 47 - 27 |
| 75    | 26 mars    | Brooklyn       | D 95-110  | Bam Adebayo (14)     | Dewayne Dedmon (9)  | Victor Oladipo (6) | FTX Arena 19 600          | 47 - 28 |
| 76    | 28 mars    | Sacramento     | V 123-100 | Jimmy Butler (27)    | Bam Adebayo (15)    | Jimmy Butler (7)   | FTX Arena 19 600          | 48 - 28 |
| 77    | 30 mars    | @ Boston       | V 106-98  | Jimmy Butler (24)    | Bam Adebayo (12)    | Bam Adebayo (8)    | TD Garden 19 156          | 49 - 28 |

| Match | Date match | Équipe    | Score     | Meilleur marqueur   | Meilleur rebondeur      | Meilleur passeur   | Lieux Spectateurs       | Série   |
| ----- | ---------- | --------- | --------- | ------------------- | ----------------------- | ------------------ | ----------------------- | ------- |
| 78    | 2 avril    | @ Chicago | V 127-109 | Jimmy Butler (22)   | Herro, Tucker (8)       | Kyle Lowry (10)    | United Center 21 697    | 50 - 28 |
| 79    | 3 avril    | @ Toronto | V 114-109 | Max Strus (23)      | Tyler Herro (9)         | Kyle Lowry (10)    | Scotiabank Arena 19 800 | 51 - 28 |
| 80    | 5 avril    | Charlotte | V 144-115 | Tyler Herro (35)    | Bam Adebayo (9)         | Jimmy Butler (8)   | FTX Arena 19 600        | 52 - 28 |
| 81    | 8 avril    | Atlanta   | V 113-109 | Bam Adebayo (24)    | Bam Adebayo (6)         | Tyler Herro (9)    | FTX Arena 19 993        | 53 - 28 |
| 82    | 10 avril   | @ Orlando | D 111-125 | Victor Oladipo (40) | Oladipo, Yurtseven (10) | Victor Oladipo (7) | Amway Center 19 253     | 53 - 29 |

### Playoffs
| Playoffs Total: 11-7 (Domicile : 7-3; Extérieur : 4-4) |

| Match | Date match | Équipe    | Score     | Meilleur marqueur    | Meilleur rebondeur  | Meilleur passeur  | Lieux Spectateurs       | Série |
| ----- | ---------- | --------- | --------- | -------------------- | ------------------- | ----------------- | ----------------------- | ----- |
| 1     | 17 avril   | Atlanta   | V 115-91  | Duncan Robinson (27) | Adebayo, Butler (6) | Kyle Lowry (9)    | FTX Arena 19 514        | 1 - 0 |
| 2     | 19 avril   | Atlanta   | V 115-105 | Jimmy Butler (45)    | Dewayne Dedmon (9)  | Jimmy Butler (5)  | FTX Arena 19 950        | 2 - 0 |
| 3     | 22 avril   | @ Atlanta | D 110-111 | Tyler Herro (24)     | Bam Adebayo (11)    | Jimmy Butler (8)  | State Farm Arena 18 421 | 2 - 1 |
| 4     | 24 avril   | @ Atlanta | V 110-86  | Jimmy Butler (36)    | Jimmy Butler (10)   | Trois joueurs (4) | State Farm Arena 18 951 | 3 - 1 |
| 5     | 26 avril   | Atlanta   | V 97-94   | Victor Oladipo (23)  | Bam Adebayo (11)    | Trois joueurs (4) | FTX Arena 19 553        | 4 - 1 |

| Match | Date match | Équipe         | Score     | Meilleur marqueur | Meilleur rebondeur | Meilleur passeur  | Lieux Spectateurs         | Série |
| ----- | ---------- | -------------- | --------- | ----------------- | ------------------ | ----------------- | ------------------------- | ----- |
| 1     | 2 mai      | Philadelphie   | V 106-92  | Tyler Herro (25)  | Bam Adebayo (12)   | Tyler Herro (7)   | FTX Arena 19 620          | 1 - 0 |
| 2     | 4 mai      | Philadelphie   | V 119-103 | Bam Adebayo (23)  | Bam Adebayo (9)    | Jimmy Butler (12) | FTX Arena 19 759          | 2 - 0 |
| 3     | 6 mai      | @ Philadelphie | D 79-99   | Jimmy Butler (33) | Jimmy Butler (9)   | Kyle Lowry (3)    | Wells Fargo Center 21 033 | 2 - 1 |
| 4     | 8 mai      | @ Philadelphie | D 108-116 | Jimmy Butler (40) | Tyler Herro (10)   | Kyle Lowry (7)    | Wells Fargo Center 21 194 | 2 - 2 |
| 5     | 10 mai     | Philadelphie   | V 120-85  | Jimmy Butler (23) | Max Strus (10)     | P. J. Tucker (7)  | FTX Arena 19 868          | 3 - 2 |
| 6     | 12 mai     | @ Philadelphie | V 99-90   | Jimmy Butler (32) | Max Strus (11)     | Gabe Vincent (6)  | Wells Fargo Center 21 082 | 4 - 2 |

| Match | Date match | Équipe   | Score     | Meilleur marqueur   | Meilleur rebondeur  | Meilleur passeur   | Lieux Spectateurs | Série |
| ----- | ---------- | -------- | --------- | ------------------- | ------------------- | ------------------ | ----------------- | ----- |
| 1     | 17 mai     | Boston   | V 118-107 | Jimmy Butler (41)   | Jimmy Butler (9)    | Jimmy Butler (5)   | FTX Arena 19 774  | 1 - 0 |
| 2     | 19 mai     | Boston   | D 102-127 | Jimmy Butler (29)   | Bam Adebayo (9)     | Quatre joueurs (3) | FTX Arena 20 100  | 1 - 1 |
| 3     | 21 mai     | @ Boston | V 109-103 | Bam Adebayo (31)    | Bam Adebayo (10)    | Adebayo, Lowry (6) | TD Garden 19 156  | 2 - 1 |
| 4     | 23 mai     | @ Boston | D 82-102  | Victor Oladipo (23) | Jimmy Butler (7)    | Gabe Vincent (7)   | TD Garden 19 156  | 2 - 2 |
| 5     | 25 mai     | Boston   | D 80-93   | Bam Adebayo (18)    | P. J. Tucker (11)   | Jimmy Butler (4)   | FTX Arena 19 819  | 2 - 3 |
| 6     | 27 mai     | @ Boston | V 111-103 | Jimmy Butler (47)   | Adebayo, Butler (9) | Kyle Lowry (10)    | TD Garden 19 156  | 3 - 3 |
| 7     | 29 mai     | Boston   | D 96-100  | Jimmy Butler (35)   | Bam Adebayo (11)    | Bam Adebayo (4)    | FTX Arena 20 200  | 3 - 4 |

### Confrontations en saison régulière
| Conférence Est      | Conférence Est                              | Conférence Est                              | Conférence Est                              | Conférence Est                              | Conférence Ouest                            | Conférence Ouest                            | Conférence Ouest                            |
| Division Atlantique | Division Atlantique                         | Division Atlantique                         | Division Atlantique                         | Division Atlantique                         | Division Nord-Ouest                         | Division Nord-Ouest                         | Division Nord-Ouest                         |
| Équipe              | Domicile                                    | Domicile                                    | Extérieur                                   | Extérieur                                   | Équipe                                      | Domicile                                    | Extérieur                                   |
| ------------------- | ------------------------------------------- | ------------------------------------------- | ------------------------------------------- | ------------------------------------------- | ------------------------------------------- | ------------------------------------------- | ------------------------------------------- |
| Boston              | 78-95                                       |                                             | 92-122                                      | 106-98                                      | Denver                                      | 111-120                                     | 96-113                                      |
| Brooklyn            | 115-111                                     | 95-110                                      | 106-93                                      | 113-107                                     | Minnesota                                   | 104-113                                     | 101-113                                     |
| New York            | 110-96                                      | 103-111                                     | 115-100                                     |                                             | Oklahoma City                               | 120-108                                     | 103-90                                      |
| Philadelphie        | 98-109                                      | 99-82                                       | 101-96                                      | 106-113                                     | Portland                                    | 104-92                                      | 115-109                                     |
| Toronto             | 104-99                                      | 120-124 (3OT)                               | 106-110                                     | 114-109                                     | Utah                                        | 118-115                                     | 111-105                                     |
|                     | 4–5                                         | 4–5                                         | 6–3                                         | 6–3                                         |                                             | 3–2                                         | 3–2                                         |
| Division            | 10–8                                        | 10–8                                        | 10–8                                        | 10–8                                        | Division                                    | 6–4                                         | 6–4                                         |
| Division Centrale   | Division Centrale                           | Division Centrale                           | Division Centrale                           | Division Centrale                           | Division Pacifique                          | Division Pacifique                          | Division Pacifique                          |
| Équipe              | Domicile                                    | Domicile                                    | Extérieur                                   | Extérieur                                   | Équipe                                      | Domicile                                    | Extérieur                                   |
| Chicago             | 118-92                                      | 112-99                                      | 107-104                                     | 127-109                                     | Golden State                                | 104-118                                     | 108-115                                     |
| Cleveland           | 85-111                                      | 117-105                                     | 94-105                                      |                                             | L.A. Clippers                               | 121-114                                     | 109-112                                     |
| Detroit             | 115-112                                     | 105-98                                      | 100-92                                      | 90-100                                      | L.A. Lakers                                 | 113-107                                     | 117-120 (OT)                                |
| Indiana             | 125-96                                      |                                             | 91-102 (OT)                                 | 113-104                                     | Phoenix                                     | 90-111                                      | 123-100                                     |
| Milwaukee           | 137-95                                      | 113-104                                     | 102-124                                     | 119-120                                     | Sacramento                                  | 123-100                                     | 113-115                                     |
|                     | 8–1                                         | 8–1                                         | 4–5                                         | 4–5                                         |                                             | 3–2                                         | 1–4                                         |
| Division            | 12–6                                        | 12–6                                        | 12–6                                        | 12–6                                        | Division                                    | 4–6                                         | 4–6                                         |
| Division Sud-Est    | Division Sud-Est                            | Division Sud-Est                            | Division Sud-Est                            | Division Sud-Est                            | Division Sud-Ouest                          | Division Sud-Ouest                          | Division Sud-Ouest                          |
| Équipe              | Domicile                                    | Domicile                                    | Extérieur                                   | Extérieur                                   | Équipe                                      | Domicile                                    | Extérieur                                   |
| Atlanta             | 124-118                                     | 113-109                                     | 115-91                                      | 108-110                                     | Dallas                                      | 99-107                                      | 125-110                                     |
| Charlotte           | 114-99                                      | 144-115                                     | 104-86                                      | 111-107 (2OT)                               | Houston                                     | 123-106                                     | 120-110                                     |
|                     |                                             |                                             |                                             |                                             | Memphis                                     | 90-105                                      | 129-103                                     |
| Orlando             | 107-90                                      | 93-83                                       | 115-105                                     | 111-125                                     | New Orleans                                 | 113-98                                      | 112-97                                      |
| Washington          | 112-97                                      | 119-112                                     | 100-103                                     | 121-100                                     | San Antonio                                 | 133-129                                     | 112-95                                      |
|                     | 8–0                                         | 8–0                                         | 5–3                                         | 5–3                                         |                                             | 3–2                                         | 5–0                                         |
| Division            | 13–3                                        | 13–3                                        | 13–3                                        | 13–3                                        | Division                                    | 8–2                                         | 8–2                                         |
| Conférence          | 35–17 (Domicile : 20–6; Extérieur : 15–11)  | 35–17 (Domicile : 20–6; Extérieur : 15–11)  | 35–17 (Domicile : 20–6; Extérieur : 15–11)  | 35–17 (Domicile : 20–6; Extérieur : 15–11)  | Conférence                                  | 18–12 (Domicile : 9–6; Extérieur : 9–6)     | 18–12 (Domicile : 9–6; Extérieur : 9–6)     |
| Total               | 53–29 (Domicile : 29–12; Extérieur : 24–17) | 53–29 (Domicile : 29–12; Extérieur : 24–17) | 53–29 (Domicile : 29–12; Extérieur : 24–17) | 53–29 (Domicile : 29–12; Extérieur : 24–17) | 53–29 (Domicile : 29–12; Extérieur : 24–17) | 53–29 (Domicile : 29–12; Extérieur : 24–17) | 53–29 (Domicile : 29–12; Extérieur : 24–17) |

## Classements
| Conférence Est | Conférence Est              | Conférence Est | Conférence Est | Conférence Est | Conférence Est | Conférence Est | Conférence Est |
| No             | Franchise                   | Vic.           | Déf.           | MJ             | V/D            | GB             |                |
| -------------- | --------------------------- | -------------- | -------------- | -------------- | -------------- | -------------- | -------------- |
| 1              | c - Heat de Miami           | 53             | 29             | 82             | .646           | –              |                |
| 2              | y - Celtics de Boston       | 51             | 31             | 82             | .622           | 2              |                |
| 3              | y - Bucks de Milwaukee      | 51             | 31             | 82             | .622           | 2              |                |
| 4              | x - 76ers de Philadelphie   | 51             | 31             | 82             | .622           | 2              |                |
| 5              | x - Raptors de Toronto      | 48             | 34             | 82             | .585           | 5              |                |
| 6              | x - Bulls de Chicago        | 46             | 36             | 82             | .561           | 7              |                |
|                |                             |                |                |                |                |                |                |
| 7              | x - Nets de Brooklyn        | 44             | 38             | 82             | .537           | 9              |                |
| 8              | pi - Cavaliers de Cleveland | 44             | 38             | 82             | .537           | 9              |                |
| 9              | x - Hawks d'Atlanta         | 43             | 39             | 82             | .524           | 10             |                |
| 10             | pi - Hornets de Charlotte   | 43             | 39             | 82             | .524           | 10             |                |
|                |                             |                |                |                |                |                |                |
| 11             | o - Knicks de New York      | 37             | 45             | 82             | .451           | 16             |                |
| 12             | o - Wizards de Washington   | 35             | 47             | 82             | .427           | 18             |                |
| 13             | o - Pacers de l'Indiana     | 25             | 57             | 82             | .305           | 28             |                |
| 14             | o - Pistons de Détroit      | 23             | 59             | 82             | .280           | 30             |                |
| 15             | o - Magic d'Orlando         | 22             | 60             | 82             | .268           | 31             |                |

| Division Sud-Est          | V  | D  | MJ | V/D  | GB | Dom   | Ext   | Div  |
| ------------------------- | -- | -- | -- | ---- | -- | ----- | ----- | ---- |
| y - Heat de Miami         | 53 | 29 | 82 | .646 | –  | 29–12 | 24–17 | 13–3 |
| x - Hawks d'Atlanta       | 43 | 39 | 82 | .524 | 10 | 27–14 | 16–25 | 9–7  |
| o - Hornets de Charlotte  | 43 | 39 | 82 | .524 | 10 | 22–19 | 21–20 | 8–8  |
| o - Wizards de Washington | 35 | 46 | 82 | .427 | 18 | 21–20 | 14–27 | 7–9  |
| o - Magic d'Orlando       | 22 | 60 | 82 | .268 | 31 | 12–29 | 10–31 | 3–13 |